# Georges-Frédéric de Prusse
Titre
Prétendant au trône royal de Prusse et au trône impérial allemand
Depuis le 25 septembre 1994
(30 ans, 10 mois et 26 jours)
Georges-Frédéric de Prusse (en allemand, Georg Friedrich Prinz von Preußen), né le 10 juin 1976 à Brême, est le chef de la maison royale de Prusse et le prétendant au trône impérial allemand.

## Biographie

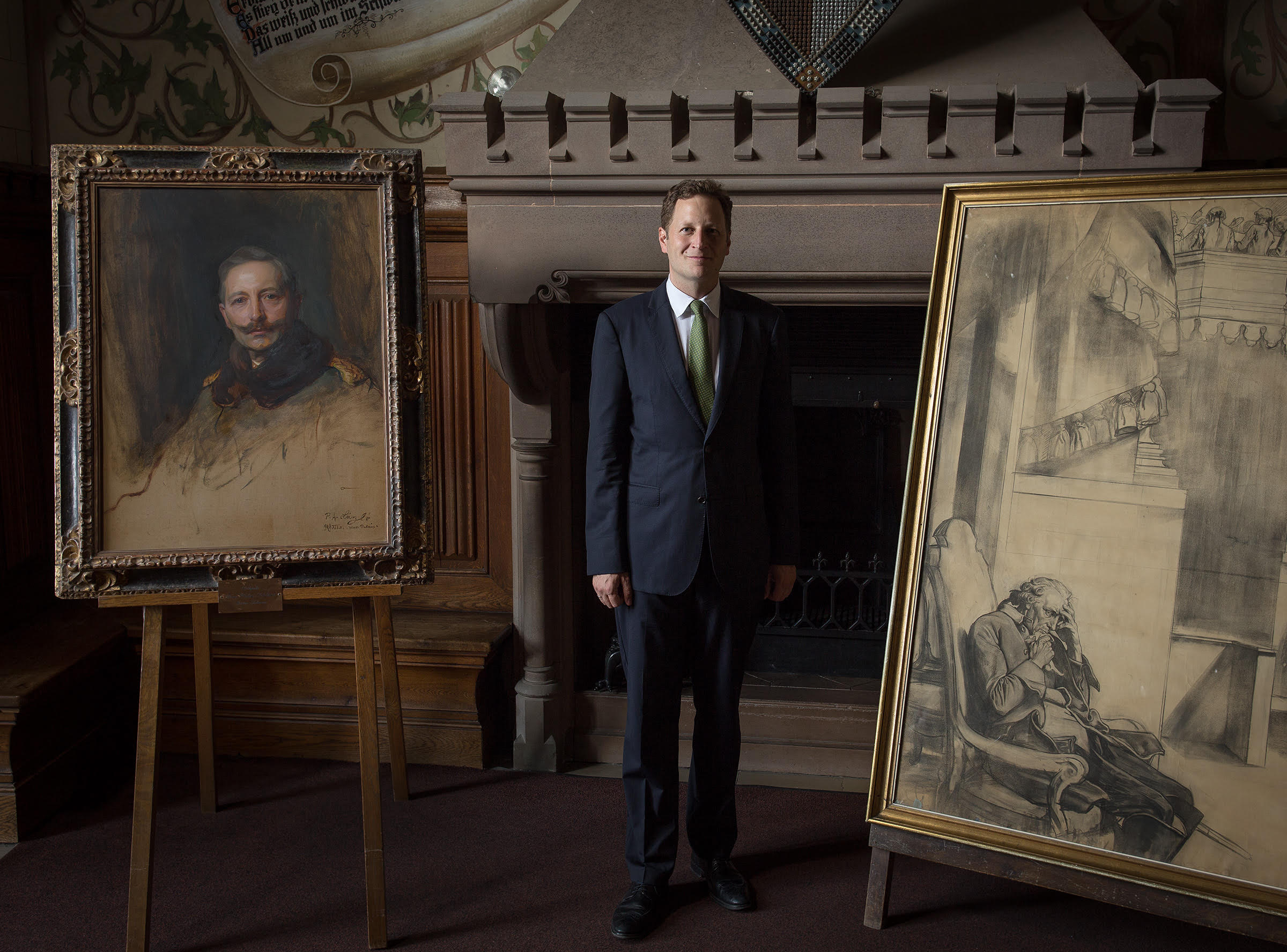
Georges-Frédéric de Prusse photographié par Oliver Mark au Château de Hohenzollern, Bisingen 2018

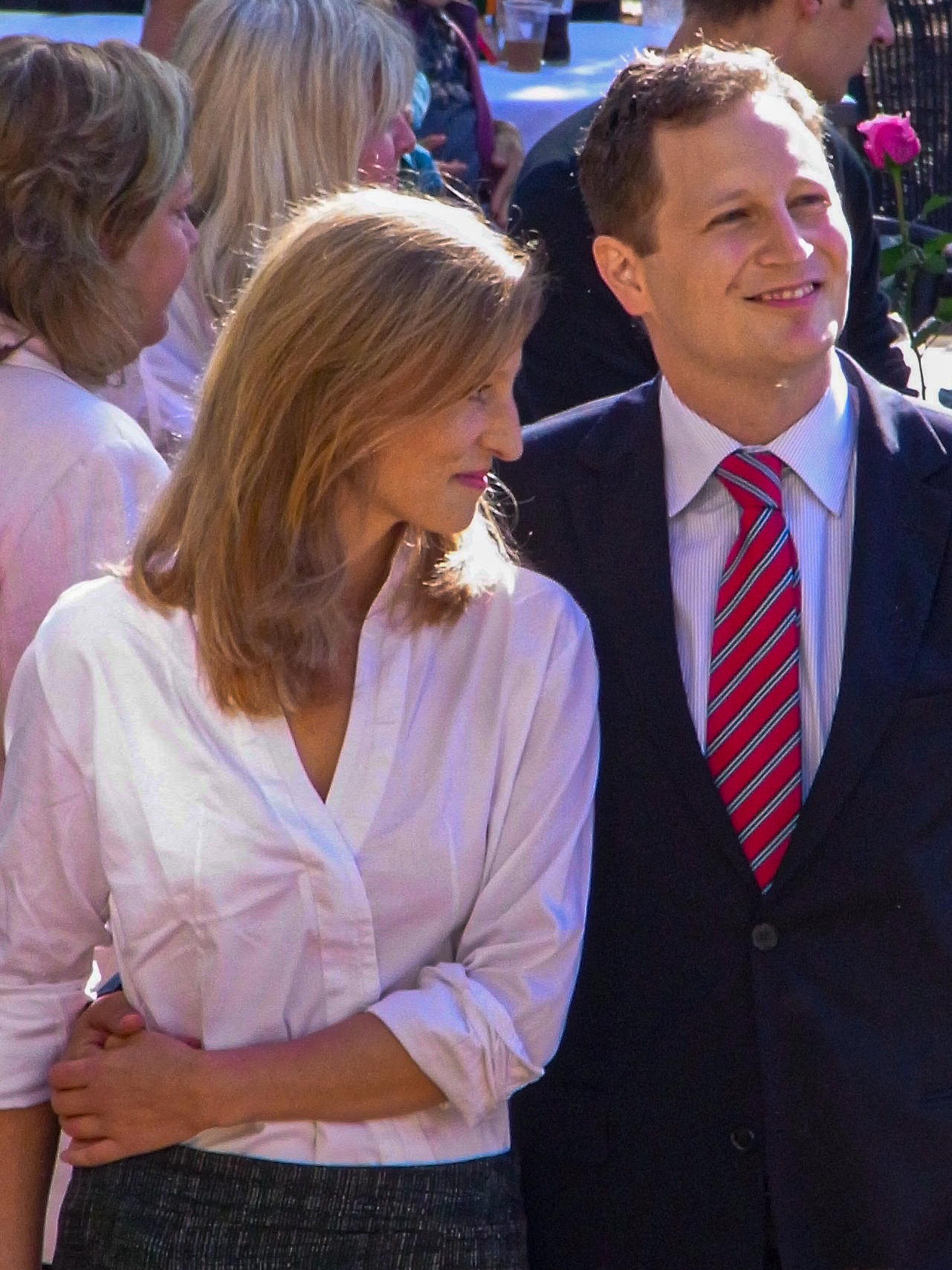
Sophie et Georg Friedrich de Prusse.

Georges-Frédéric de Prusse est le fils du prince Louis-Ferdinand de Prusse (1944-1977) et de son épouse, la comtesse Donata zu Castell-Rüdenhausen (1950-2015). Il appartient à la branche cadette de la maison de Hohenzollern, lignée qui a donné des électeurs au Saint-Empire romain germanique, des rois à la Prusse, des empereurs à l'Allemagne. Georges Frédéric est l'arrière-petit-fils du kronprinz, donc le descendant direct de Guillaume II, le dernier empereur allemand.
Son père, qui souhaite devenir officier de réserve, meurt à la suite d'un accident survenu pendant un exercice militaire, alors que Georges-Frédéric vient d’avoir un an.
Il est principalement élevé par son grand-père paternel, Louis-Ferdinand, fils cadet du kronprinz, qui le forme dès son plus jeune âge à sa future fonction de chef de la maison de Prusse.
Il fréquente les lycées de Brême et d'Oldenbourg, puis parachève ses études au collège de Glenalmond près de Perth en Écosse. Après un service de deux ans dans l'armée allemande, dont il est officier de réserve, Georges-Frédéric étudie l’économie à l’École des mines de Freiberg.
Le 21 janvier 2011, le prince Georges-Frédéric annonce ses fiançailles avec la princesse Sophie d'Isembourg, née en 1978 à Francfort et de confession catholique. Le mariage a lieu le 27 août suivant à Potsdam (en dépit des statuts matrimoniaux de la maison royale de Prusse, qui impose à son chef un mariage avec une princesse de religion protestante, pour être jugé dynaste,). Georges-Frédéric et Sophie de Prusse ont quatre enfants : 
- Carl Friedrich de Prusse (Carl Friedrich Franz Alexander), prince de Prusse, né le 20 janvier 2013 à Brême ;
- Louis Ferdinand de Prusse (Louis Ferdinand Christian Albrecht), prince de Prusse, né le 20 janvier 2013 à Brême ;
- Emma Marie de Prusse (Emma Marie Charlotte Sophie), princesse de Prusse, née le 2 avril 2015 ;
- Heinrich Albert de Prusse (Heinrich Albert Johann George), prince de Prusse, né le 17 novembre 2016.

Il entre en conflit avec l’État allemand pour obtenir la restitution de biens confisqués à la famille impériale après la Seconde Guerre mondiale. Il réclame notamment le château de Cecilienhof à Potsdam, dans lequel il souhaite habiter, des milliers d’œuvres d’art pour la plupart exposées dans les musées berlinois et 1,2 million d’euros de compensations. Le 9 mars 2023, le prince abandonne toutes ses réclamations.

## Contestation de sa position par ses oncles
Sa position de chef de la maison de Hohenzollern a été contestée par ses oncles, les princes Michel et Frédéric-Guillaume de Prusse. Le premier a intenté un procès en invoquant la perte de leur position au sein de la succession, causée par leurs mariages morganatiques, jugeant cette position discriminatoire et inconstitutionnelle. En 1997, les tribunaux de Hechingen et de Stuttgart ont statué en faveur des oncles de Georges-Frédéric de Prusse, au motif que l'exigence d'un mariage avec une personne « de rang égal », à laquelle ils furent soumis, était « immorale ». La cour fédérale a par la suite cassé le jugement en faveur des oncles et renvoyé l’affaire devant les tribunaux de Hechingen et de Stuttgart, qui cette fois se sont prononcés en faveur de Georges-Frédéric. Ses oncles ont alors présenté leur affaire devant le Tribunal constitutionnel fédéral qui a annulé les précédentes décisions judiciaires en faveur de Georges-Frédéric, le 22 mars 2004. Le 13 octobre 2005, la haute cour régionale de Stuttgart a statué que Georges-Frédéric est l’héritier des biens de son grand-père, mais que les enfants de ce dernier et leurs descendants ont droit également à une part de l'héritage prussien (la réserve héréditaire).